# آنگی وستر-کرایگ
آنگی وستر-کرایگ (به انگلیسی: Angie Wester-Krieg) (زادهٔ ۲۸ اکتبر ۱۹۶۴) شناگر اهل ایالات متحده آمریکا است.